# Rayveness
Rayveness (vagy Ray Veness) (született Karen M. Swaim) (Jamestown, Észak-Karolina, 1972. június 19. –) amerikai pornószínésznő.

## Élete és pályafutása
Ír és német származású. 18 évesen kezdte a pornózást. Több gyorsétteremben dolgozott, bébiszitterként, illetve Avon termékek értékesítőjeként is tevékenykedett.
2006-ban jelölték egyik filmjét "MILF" kategóriában. 2009 júliusában Rayveness szerződéses munkakapcsolatba került a Girlfriends Films céggel.
Rayvenesst több néven is ismert (Rayveness, Ray Veness, Raveness). 1996-tól dolgozik aktívan a szexfilm gyártásban. 2011 februárjában felhagyott a pornózással.

## Válogatott filmográfia
- 2007: My Friend’s Hot Mom 12
- 2007: Mother Load 3
- 2007: Storm Watch 2
- 2007: MI Really LF
- 2007: Dirty Rotten Mother Fuckers
- 2007: Paste My Face 8
- 2007: Meet the Twins 8
- 2007: My Best Friend’s Mom
- 2007: Nice Rack 14
- 1997: I Love Lesbians Too
- 1997: Strap-on Sally 9: Chantilly & Shayla Taren It Up Strap-on Style
- 1997: Strap-on Sally 11: Tongue Toy Tango
- 1997: Restless Hearts
- 1997: Strap-on Sally 10
- 1997: Dirty Bob’s Xcellent Adventures 35
- 1997: Dirty Bob’s Xcellent Adventures 37